# Spini (famiglia bergamasca)
Gli Spini o Spino sono stati una famiglia di commercianti originaria di Spino al Brembo frazione di Zogno in Val Brembana, da qui il nome.

## Storia
La famiglia originaria della val Brembana, nei primi decenni del XV secolo si stabilì ad Albino, località della val Seriana.. La famiglia è iscritta nell'elenco ufficiale dei nobili, ottenendo il 15 novembre 1687 la Gotera Magioca dalla Corona di Spagna e riconosciuta dalla Repubblica di Venezia, nobiltà confermata il 28 febbraio 1821.

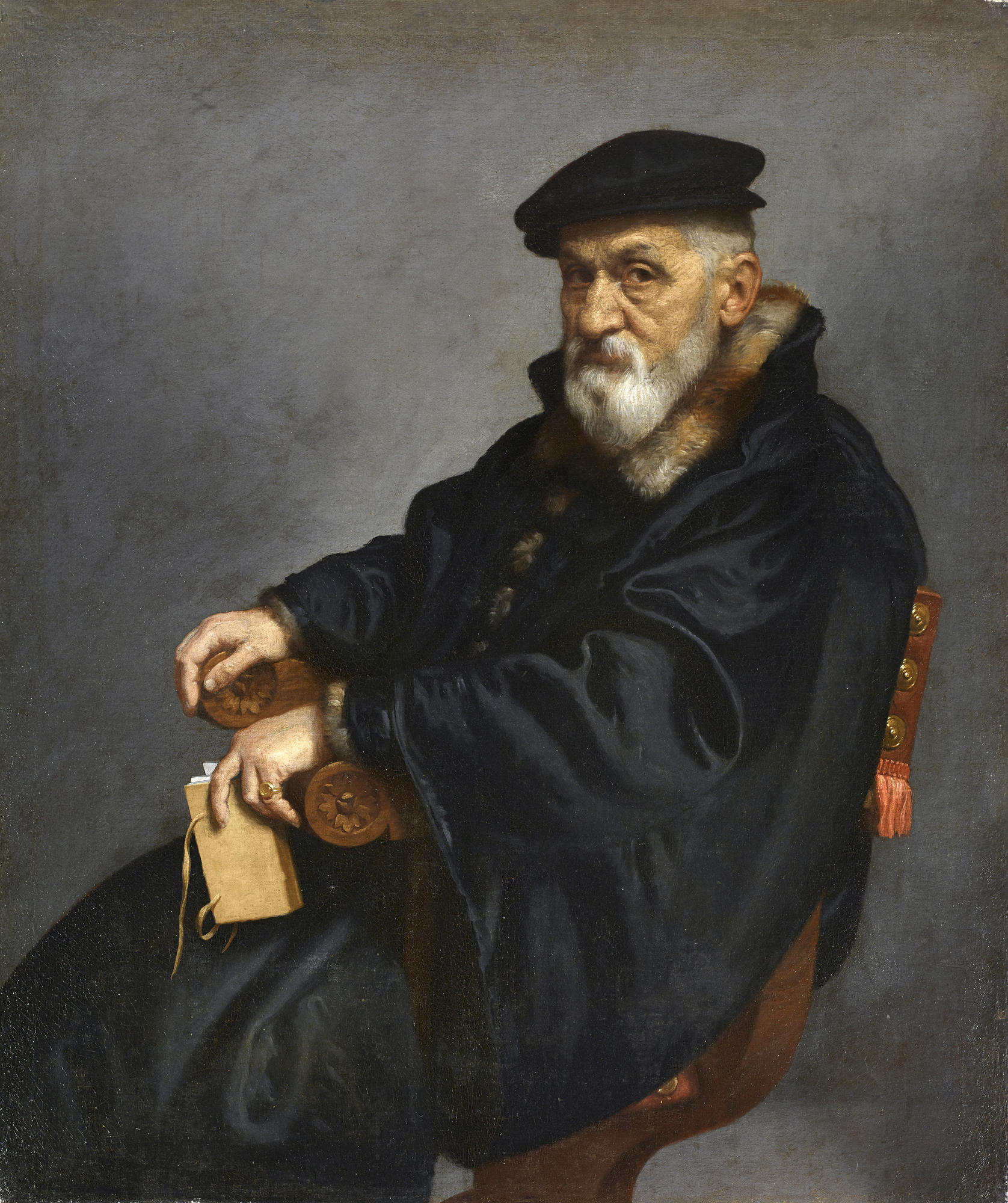
Giovan Battista Moroni-Pietro Spini

## Personaggi
Il capostipite Andrea Spini ebbe sei figli che trasferendosi dalla val Brembana, formarono i diversi rami della famiglia: Maffeo e Pasini si stabilirono nel 1427 nella vicinia di Sant'Andrea, nel 1468 Nicolò e gli altri fratelli chiamati i Bastoni furono creati cives di Bergamo, acquistando una tintoria della famiglia Cassotti in Borgo Sant'Antonio, poi via Pignolo.

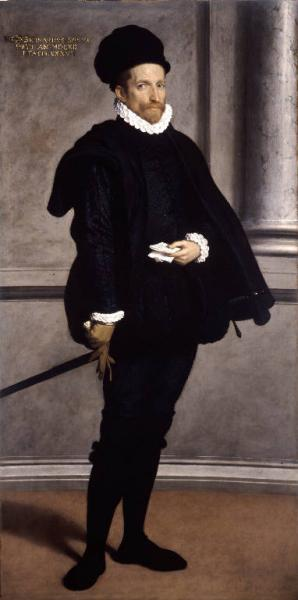
Ritratto del nobile Bernardo Spini

Fu Comino fu Zinino nel 1495 a aprire la prima tintoria in Borgo sant'Antonio cominciando la dinastia presente in Colognola.

### Pietro Spini (1513 - 1585)
Pietro, scrittore e poeta, era figlio di Pellegrino di Lorenzo. Scrisse la biografia di Bartolomeo Colleoni e diverse poesie ora conservate presso la Biblioteca civica Angelo Mai. Ebbe incarichi pubblici come consigliere anziano del comune di Bergamo, di cui fu anche tesoriere e nominato tra i cinque riformatori dello statuto della città. Il figlio Marcantonio fu fosse l'interlocutore di Torquato Tasso quando si trovava imprigionato a Ferrara. Ad Albino iniziò l'attività di tintoria e di commercio di panni di lana e seta costruendo la Roggia Spini.
Un ritratto di ignoto, considerato una sua raffigurazione, è conservato presso la Biblioteca Angelo Mai, anche se erroneamente era stato considerato autoritratto del Moroni perché copia di un ritratto conservato in palazzo Spini di Albino posto insieme ad altre sue opere, andrebbe identificato in Pietro Spini il Ritratto di vecchio seduto sempre del Moroni.
.

### Bernardo Spini (-1532)
Bernardo, figlio di Giovanni e nipote di Andrea, si arricchì con l'attività di tintoria e commerciando di panni con il socio in affari Giovanni Marini. Insieme nel 1525 donarono a Lucrezia Agliardi la casa dove fondare il monastero di Sant'Anna. Egli ebbe due figli: Marcantonio e Gian Giacomo.
 Abitarono ad Albino nel Palazzo Spini.
Essi non divisero i loro beni ereditati dal padre, ma ne incrementarono l'attività con investimenti immobiliari e concedendo prestiti in denaro. La loro attività di tintoria e quella commerciale del Marini furono un ottimo connubio economico. Essi si avvalsero di numerosi collaboratori che portavano i loro prodotti in molte località d'Italia, in particolare nel Regno di Napoli.

### Gian Giacomo (...-1548)
Gian Giacomo,  figlio di Giovanni, come il fratello, mantenne la cittadinanza di Bergamo pur abitando ad Albino, acquisendo inoltre anche quella di Brescia e di Lugo di Romagna. Ampliandole l'attività in altri campi, Gian Giacomo si aggiudicò l'appalto del dazio del vino, la gestione dei mulini che poi cedette in affitto. Delle attività di compravendite immobiliari, rimane un'abbondante raccolta di atti notarili, procure, arbitrati, fidejursioni, e appalti.
Ma molti furono gli incarichi pubblici che gli vennero assegnati, fu luogotenente del Vicariato di Valle, incarico che gli permise di essere qualificato come nobile. Ebbe anche un ruolo attivo nella gestione delle confraternite del santissimo Sacramento e della Misericordia, ospitando anche il vescovo Pietro Lippomano nell'abitazione del 1541.

### Marcantonio (...-16 luglio 1570)
Marcantonio, figlio di Giovanni, continuò l'attività di famiglia. Dei suoi incarichi pubblici risulta che ebbe una lite con il comune contro il parroco don Giovanni Pietro Marini in riferimento all'ampliamento del sagrato della chiesa per il gioco della palla, scontro che finì con la demolizione di una parte a carico dello Spini. Il diverbio in questo modo non venne sanato e nel 1543 il comune ottenne l'allontanamento del parroco, il quale si procurò un breve apostolico con la scomunica di tutti gli amministratori comunali; nel frattempo avvenne la morte del fratello Gian Giacomo e il parroco indicò la morte come castigo di Dio per punizione ritenendolo responsabile del suo bando da Albino.
Marcantonio nel 1549 commissionò a Giovan Battista Moroni la decorazione della sua abitazione e fece iniziare la costruzione della cappella maggiore della chiesa di san Giuliano a sue spese, lavori che subirono un arresto a causa della sua morte avvenuta il 16 luglio 1570.
Mancantonio dalla moglie Camilla de Goincellis di Lovere ebbe tre figli. Redasse il testamento nel 1541, lasciando i figli interamente eredi delle sue proprietà
. Gian Giacomo, di cui si hanno poche le notizie, sposato nel 1572 con Prospera fu Francesco Albani, risulta fosse già morto nel gennaio del 1574.

Gian Francesco seguì l'attività del fratello primogenito, si sposò con Laura Martinoni di Riva di Solto. Attiva la sua presenza nelle istituzioni sia comunali che religiose.

Bernardo fu il primogenito a cui toccò il compito di proseguire le attività di famiglia.

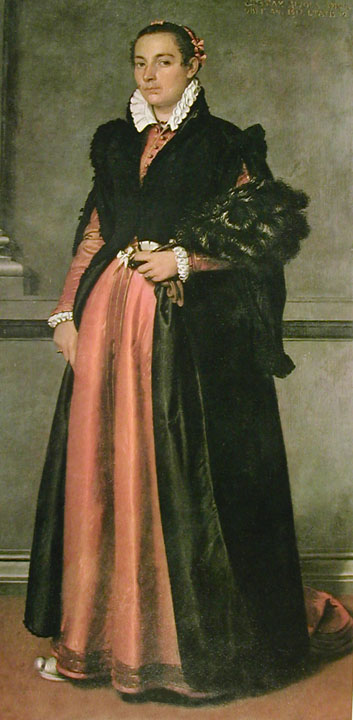
Pace Rivola Spini

### Bernardo Spini (1536 -1613)
Figlio di Marcantonio si incaricò delle attività paterne come era d'uso per i primogeniti pur mantenendo le proprietà in comunione con i due fratelli. La visita pastorale del 1564 registra Bernardo e il fratello Gian Francesco come inconfessi, la conseguenza di una controversia con Giovan Alberto Signori che ospitava il vescovo durante nei giorni della visita pastorale. Moltissime furono le sue cariche pubbliche, dalla tutela di minori, a disposizione testamentarie, transazioni immobiliari con l'esercizio del credito. Sicuramente fece una vita licenziosa, risulta da lui stesso dichiarato nel testamento del 27 agosto 1612 che i suoi tre figli erano nati da relazioni extramatrimoniali: Giovanni figlio di Elisabetta di Gasparino da Mola di Bondione Marcantonio e Giulia figli di Pace di Giovan Antonio di Fiobbio.
Forse questo motivo lo portò a fare una donazione di 2000 scudi per fondare un convento dei padri cappuccini, andando personalmente a Milano a chiederne il permesso, garantendo anche 4 pesi di olio di oliva annui per la lampada dell'altare. Alla sua morte avvenuta il 13 settembre Giovanni per i fratelli minori, chiese l'accertamento dei beni ereditati e la nomina della madre e Francesco Tomini quali curatori testamentiari. La moglie Pace Rivola mantenne nel testamento i desideri del marito aggiungendo un lascito di 1000 scudi per il convento se fosse stato edificato entro quattro anni.
Dei due coniugi Moroni ne fece il ritratto conservato presso l'Accademia Carrara venduto dagli eredi nel 1852.